# Doug Ferguson
Douglas "Doug" Ferguson (Carlisle, Cumbria, Inglaterra, 4 de marzo de 1947), es un músico británico especialmente conocido por haber sido el bajista de la banda de rock progresivo británico Camel entre 1971 y 1976. Su motivo para abandonar la banda fue la evolución de ésta hacia el Jazz. [1], En el primer disco de la banda, también llamado Camel publicado en 1973, se encarga también de la parte vocal.
En la actualidad Douglas Ferguson se dedica a la promoción inmobiliaria.